# Edmond van Saanen Algi
Edmond van Saanen Algi (1882–1938) fue un arquitecto de origen  holandés que residió en Rumanía.

## Biografía
Fue uno de los autores de las obras arquitectónicas de Bucarest, diseñador de algunos edificios en colaboración con Grigore Cerchez y Arghir Culina), el Istrate Micescu así como de los Jardines Cişmigiu, el Palatul Telefoanelor (en colaboración con los arquitectos americanos Louis Weeks y Walter Froy). Como artista es conocido por sus pinturas de bailarinas tales como Vaslav Nijinsky, Isadora Duncan y Anna Pavlova. Se casó con Aurelia Vasiliu-Bolnavu, la hija del filántropo rumano Constantin Vasiliu-Bolnavu. Posteriormente (tras 1914), se casó con el autor neuyorquino Maryse Rutledge que fue autor de diversos libros bajo la denominación de Marie Louise van Saanen.